# Mademoiselle Scampolo

Mademoiselle Scampolo (titre original : Scampolo) est un film allemand réalisé par Alfred Weidenmann, sorti en 1958.

## Synopsis
Sur l'île d'Ischia (Italie), Scampolo, jeune orpheline, vit de petits boulots. Elle fait visiter l'île en bus aux touristes et donne parfois un coup de main à son amie blanchisseuse ; c'est en allant lui livrer son linge qu'elle fait la connaissance d'un architecte, très ambitieux mais sans le sou. Le cœur sur la main, la jeune fille le dépanne pécuniairement. Touché, il l'invite à dîner... les quiproquos et concours de circonstances vont s'enchaîner.

## Fiche technique
- Titre : Mademoiselle Scampolo
- Titre original : Scampolo
- Réalisation : Alfred Weidenmann
- Scénario : Franz Höllering et Ilse Lotz-Dupont
- Production : Georg M. Reuther
- Musique : Hans-Martin Majewski et Franz Winkler
- Photographie : Bruno Mondi
- Montage : Carl Otto Bartning
- Pays d'origine : Allemagne de l'Ouest
- Format : Couleurs - 1,37:1 - Mono
- Genre : Romance
- Durée : 89 minutes
- Date de sortie : 25 février 1958 (Allemagne de l'Ouest)
- Affiche : Pierre Levé (France)

## Distribution
- Romy Schneider : Scampolo
- Paul Hubschmid : Roberto Costa
- Georg Thomalla : Andreas Michaels
- Eva Maria Meineke : Sabina
- Walter Rilla : Lombardo